# Albergues de carretera
Los albergues de carretera eran un conjunto de hoteles pequeños situados en la red de carreteras españolas, diseñados por los arquitectos Martín Domínguez Esteban y Carlos Arniches Moltó.

## Antecedentes
Para entender la razón de los Albergues de Carretera hay que tener en consideración la creación en 1926 del Circuito Nacional de Firmes Especiales y la fundación en 1928 del Patronato Nacional de Turismo (PNT) que se hace cargo de la Comisaría Regia de Turismo y de la Compañía Nacional de Industrias de Turismo, creando una estructura que tendrá que resolver el problema de alojamiento del turismo en las carreteras españolas. Ya un año antes, el marqués de la Vega-Inclán planteó la necesidad de construir «pequeños hoteles o paradores de cierto confort [...] para pequeñas poblaciones, para carreteras y para montaña», después de decir que «... el automovilismo, en evidente progresión, hará frecuente el tránsito por nuestras carreteras, y no bastará que los 7.000 km que construye el Circuito Nacional, al que pertenezco, estén más o menos terminados».
Así comienza la idea de la construcción de éstos pequeños alojamientos, que en un principio iban a ser 17, repartidos de la siguiente manera:
- En la carretera de Madrid a Irún por Burgos, uno en las inmediaciones de Aranda de Duero
- En la carretera de Madrid a Irún por Soria y Logroño, uno en Almazán
- En la carretera de Madrid a Canfranc uno en Triste
- En la carretera de Madrid a Barcelona por Zaragoza y Lérida, uno en Medinaceli
- En la carretera de Madrid a Valencia por Tarancón, uno en Motilla del Palancar
- En la carretera de Madrid a Alicante, uno en Quintanar de la Orden
- En la de Madrid a Málaga, uno en Manzanares, uno en Bailén y uno más en Motril.
- En la carretera de Madrid a Málaga por Córdoba, uno en Antequera
- En la de Madrid a Sevilla por Córdoba, uno cerca de Écija
- En la de Madrid a Cádiz por Talavera de la Reina, uno en Fuente de Cantos
- En la Madrid a Huelva por Extremadura, uno en Palos de la Frontera
- En la Madrid a Badajoz por Toledo y Trujillo, uno en Logrosán
- En la de Madrid a Vigo por Ávila y Zamora, uno cerca de Benavente
- En la de Madrid a La Coruña por Ponferrada, uno en Villafranca del Bierzo
- En la Madrid a Gijón por Valladolid uno en Medina de Rioseco y otro en el alto de Pajares
- En la Madrid a Santander por Valladolid, uno en Herrera de Pisuerga.
- En la carretera costera de La Junquera a Cádiz uno cerca de Peñíscola, otro cerca de Gandía y otro cerca de Lorca.

Tras el estudio de las ubicaciones, se terminó decidiendo el levantamiento de los Albergues de Antequera (MA), Almazán (SO), Aranda de Duero (BU), Bailén (J), La Bañeza (LE), Benicarló (CS), Lorca (que finalmente estaría en Puerto Lumbreras) (MU), Manzanares (CR), Medinaceli (SO), Quintanar de la Orden (TO), Puebla de Sanabria (ZA) y Triste (HU).

## Concurso de los Albergues de Carretera
El Patronato convocó un concurso en 1928 para los nuevos Albergues de Carretera, cuya construcción estaría ligada al Plan Nacional de Firmes Especiales del Ministerio de Fomento para la mejora de la red nacional de carreteras. Estos nuevos albergues estarían instalados en áreas de descanso situadas en puntos clave de la red de carreteras, siempre con buenas líneas informativas y propagandísticas, completadas por información turística.
El albergue es un tipo de hotel pequeño, basado en los albergues alemanes y suizos, que se sitúa en un lugar con importancia turística construido en armonía con el emplazamiento y el carácter regional.
Las bases propuestas por el Patronato serían: economía de medios, sencillez de materiales y construcción, debía ser válido el proyecto para todas las ubicaciones (o con pequeñas variaciones para adaptarlos a cada terreno), tendrían que contar con un salón, un comedor, un mínimo de cuatro habitaciones (dos dobles y dos individuales), baño, garajes, taller con surtidor de gasolina, y que por su aspecto y elementos fuesen rápidamente identificables por los viajeros.
El proyecto seleccionado fue el presentado por los jóvenes arquitectos Carlos Arniches y Martín Domínguez miembros del Movimiento Moderno gracias entre otros motivos, al trato con la realidad nacional, además de alcanzar distinción con su arquitectura por la carga de contenido y sencillez con que contaba su proyecto, con un cuerpo central casi de planta cuadrada (era ligeramente alargado en sentido paralelo a la calzada) y un coste aproximado de 500.000 pts.
La construcción debería ser rápida para que estuvieran en funcionamiento en cuanto las carreteras principales se dieran por concluidas, especialmente el de Manzanares y Bailén de cara a la exposición universal de Sevilla de 1929. Estas recomendaciones fueron incluidas en la base del concurso como condiciones, en donde el PNT las analizaría junto a los principales itinerarios turísticos por carretera en cada provincia según la distancia recorrida y el tiempo dedicado con 40 km/h de media. El número mínimo de albergues por carretera serían uno o dos por itinerario con un máximo de dos noches de estancia, coincidiendo con las horas de las comidas.
Basándose en la guía de carreteras del Real Automóvil Club de España, recogida en la Guía Michelín de 1927, y en la guía hotelera de 1928, decidieron los albergues que se debían construir. Así, el 20 de noviembre de 1928, el PNT comunicó a la Sociedad Central de Arquitectos el «Concurso de anteproyectos de albergues en carreteras» con las bases antes mencionadas adjuntadas.
En 1929 se adjudicaba el premio, por fallo y elegido entre 60 propuestas, a los arquitectos Carlos Arniches y a Martín Domínguez, los cuales habían presentado dos soluciones en donde la primera constaba de ocho habitaciones y la segunda de doce. Ambas propuestas destacaban por sencillez y por el uso de elementos modernos con materiales fáciles de obtener, solamente se diferenciaban en la combinación de los distintos recursos.

### Proyectos de Carlos Arniches y Martín Domínguez

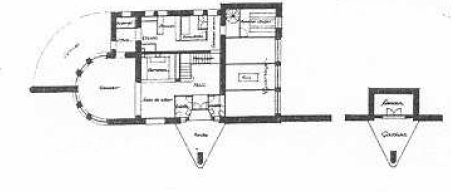
Concurso de anteproyectos de 1928. Planta baja de la solución "A" para Refugio de Automovilistas. Detalle.

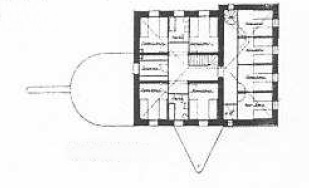
Concurso de anteproyectos de 1928.Planta alta de la solución "A" para Refugio de Automovilistas. Detalle.

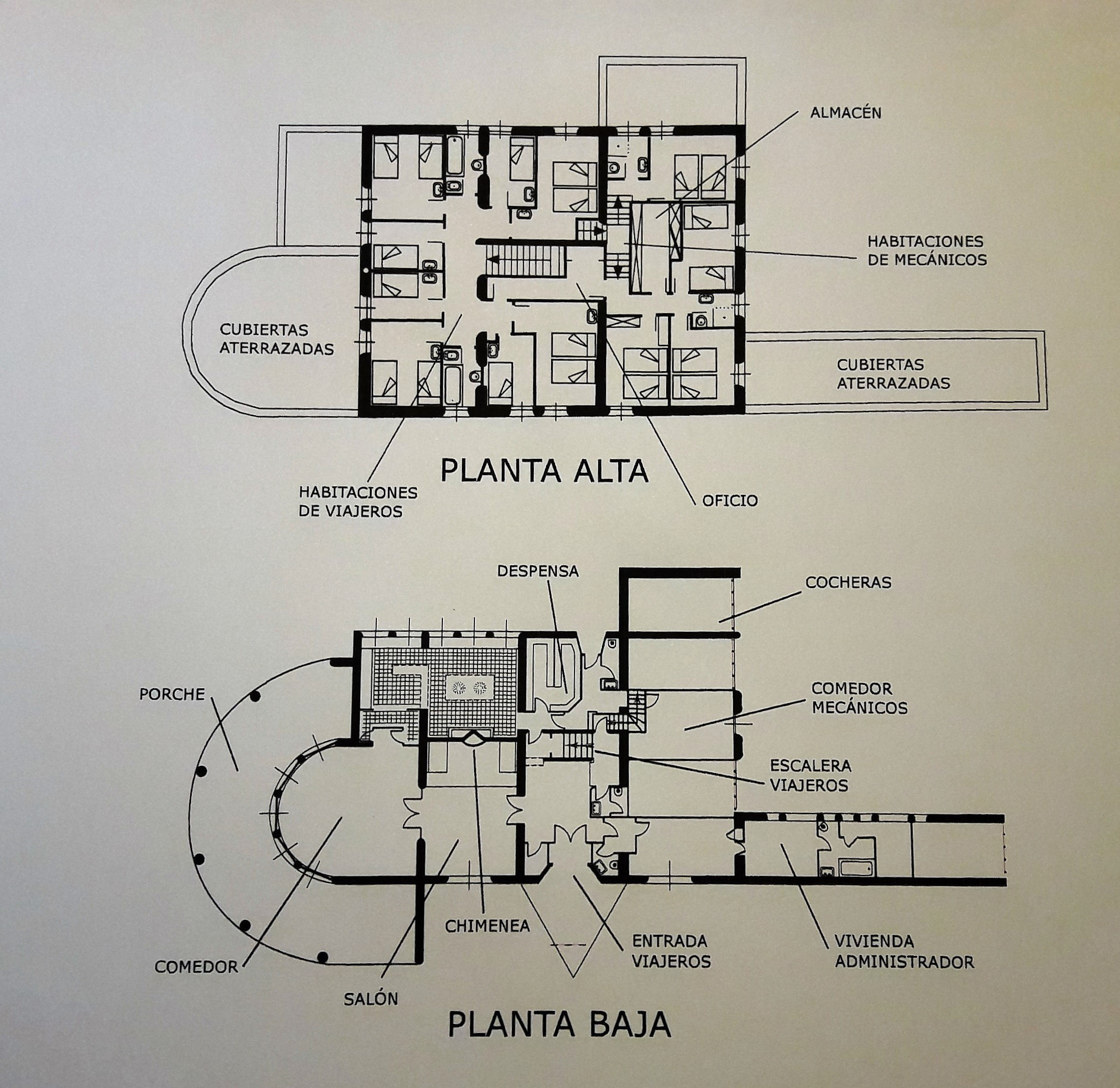
Plano del proyecto ganador que se llevó a cabo en distintos puntos de la geografía española

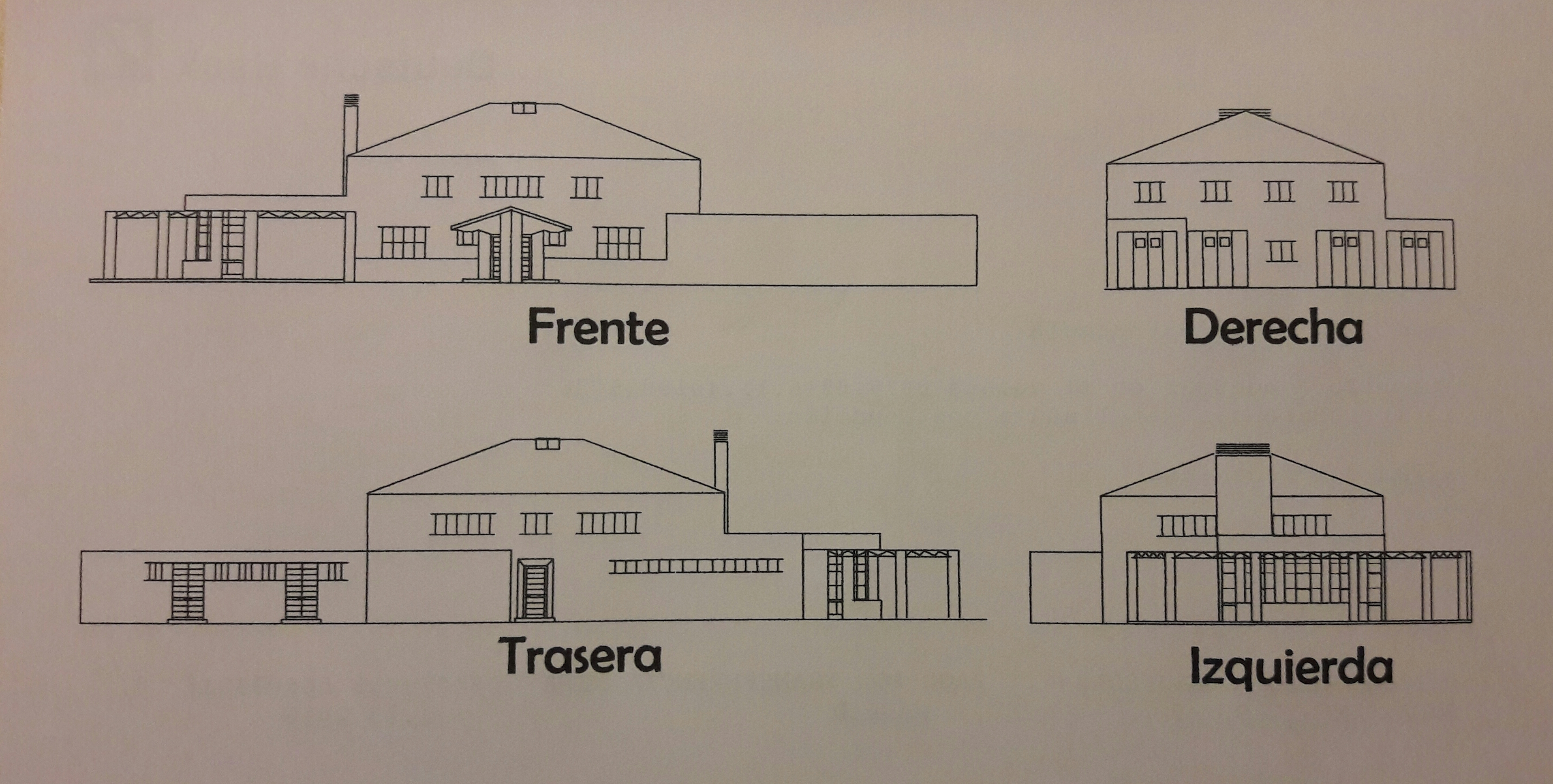
Alzados de un Albergue de Carretera, el proyecto original disponía el comedor a la izquierda, aunque en algunos lugares se construyeran en plano de espejo, dejando el comedor y pérgola a la derecha y el taller a la izquierda.

Constaban de un acceso principal en el centro con una marquesina apoyada en un pilar triangular; una pequeña sala de estar, con una chimenea de ladrillo visto; un comedor en rotonda con grandes ventanales abiertos a una terraza para contemplar el panorama, cocina, vivienda del administrador, comedor de mecánicos, aseo, cabina telefónica, almacén, y cuatro cocheras con un taller con suministrador de gasolina al que se accedía desde el exterior.
La planta superior contaba con ocho habitaciones para viajeros, dos baños completos, habitaciones para mecánicos y dos aseos con ducha.
La propuesta A mostraba una planta cuadrada y la B estaba compuesta de dos piezas longitudinales paralelas con abundantes cocheras para resaltar el eje en la planta y en el alzado. Sin embargo, en ambas soluciones los materiales eran mixtos, de ladrillo y elementos metálicos, a pesar de la apariencia no había ningún elemento de hormigón armado.
La marquesina de la entrada, con su aspecto rotundo en su pilar triangular que servía de identificador a modo de hito y su ligero techo, era de estructura de viguetas de hierro con bovedillas. Estos edificios no poseían estructura pues estaban resueltos con muros de carga perpendiculares a la carretera sin elementos de hierro que descargaran el peso del edificio.
Su aspecto exterior era "...camino de equilibrio de lo nuevo con la tradición por el cual se desarrollaba una parte de la arquitectura anterior a 1936" según palabras de Antonio Bonet, afirmando Pérez Rojas que los Albergues de Carretera proyectados por Arniches y Domínguez "ramifican con unas cotas de gran calidad las interpretaciones actualizadas de la arquitectura blanca con arcadas, porches y agradables jardines y terrazas, alternando o combinando desnudas superficies y bloques geométricos con cabeceras o salones curvos de amplios voladizos..."
El aspecto exterior de los edificios era blanco con carpintería de hierro verde y persianas-toldo practicables fabricadas en Estados Unidos. La cubierta de teja árabe con un lucernario en la cumbrera para iluminar con luz natural la escalera y el distribuidor de habitaciones de viajeros. Las jambas de las ventanas y huecos eran redondeadas, semicilindricas allí donde coincidían dos huecos paralelos, en principio estarían decoradas con colores, aunque no se llegó a implantar en la realidad tal decoración en las jambas de los huecos.
En su interior, las paredes estaban pintadas de verde y decoradas directamente con mapas-murales de rutas turísticas y de la red de albergues y paradores, evitando los marcos y cuadros. En el encuentro de la pared con el techo había una moldura de madera oscura, armonizada con el mobiliario también de madera y mismo tono, diseñado por Martín Domínguez, como las cómodas butacas del salón, las sillas del comedor inspiradas en los sillones fraileros del Siglo de Oro, las sillas tipo "frac" del vestíbulo, o el escritorio plegable de la entrada colgado de un recubrimiento decorativo a modo de zócalo de madera que incorporaba la rejilla de un radiador. La idea que da la concepción de estos albergues recuerda al viaje en tren que tan en boga estaba en la época con los coches-cama Compagnie Internationale des Wagons-Lits. Uno de los elementos más característicos del interior de los albergues de carretera era la zona de la chimenea. Construida con una especie de ladrillo visto decorativo en suelo y paredes hacían de este pequeño espacio un lugar donde "subirse" para adentrarse en el hogar y calentarse, como si se tratara de una zona refugio dentro del edificio donde calentarse al abrigo de la chimenea y los libros de los estantes que tenía. 
Todos los elementos interiores tales como los sofás de obra enfrentados, el sofá corrido en la exedra del comedor y las habitaciones tanto por sus dimensiones como por su mobiliario y disposición, con una ventana cuadrada, un lavabo encastrado en un pequeño mueble y una útil repisa plegable colgada de la pared para que la maleta quedase a la altura de medio tronco haciendo más cómoda la búsqueda de prendas constituían una sensación de dinamismo en la parada. La experiencia del viaje en tren expreso se había sacado a la carretera.
En el salón de estar existía un mural con las rutas turísticas de mayor interés. Los elementos que se volvieron más trascendentes en este tipo de arquitectura fueron la chimenea de ladrillo visto en la sala de estar, las marquesinas triangulares sobre la entrada y el comedor en exedra de sofá corrido, abierto por tres grandes ventanales y dos parejas de puertas acristaladas a la pérgola del jardín. Los albergues se concibieron como establecimientos autosuficientes, de modo que disponían en su parte posterior de un huerto y un corral.
Pudieron conseguir edificios de fácil y rápida ejecución para adaptarse a los distintos emplazamientos. Además era la primera vez que en España se planteaba la inclusión de la naturaleza en el edificio como un elemento compositivo con la relación del interior con el exterior desde la terraza hasta la transición mediante un jardín con el campo. El comfort era una de las consideraciones principales, por lo que Martín Domínguez se encargó de proyectar el mobiliario para integrarle el Movimiento Moderno español como es el caso de los sillones que se situaban delante de la chimenea en la sala de estar.

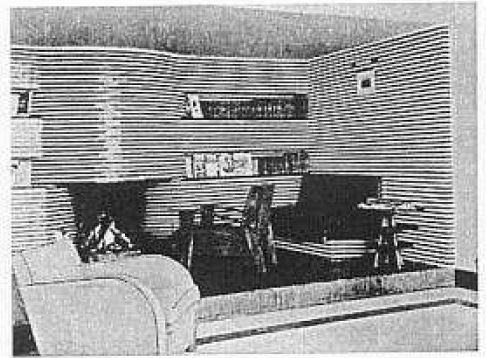
Mobiliario, diseñado por Martín Domínguez.

Carlos Arniches y Martín Domínguez basaron el proyecto en un artículo que publicaron en su sección del periódico El Sol en 1927, titulado «Refugio automovilista». En este artículo daban un tipo de alojamiento ideal encontrado en un punto estratégico de la carretera principal española para que los automovilistas descansaran y pudieran recargar la gasolina. La única diferencia que tenía con la solución ganadora del concurso para el PNT era que las cubiertas eran aterrazadas y el conjunto con un estilo más moderno por su tendencia a la modernidad.
Los albergues que se construyeron fueron Manzanares, Quintanar de la Orden, Benicarló, Aranda de Duero, Almazán, Medinaceli, Triste (embalse de La Peña), Puerto Lumbreras, La Bañeza, Bailén, Antequera y Puebla de Sanabria.

## Estado actual de los Albergues del PNT
La mayoría de los albergues construidos por Carlos Arniches y Martín Domínguez siguen en pie, aunque tan solo uno con la disposición original dada por ellos.

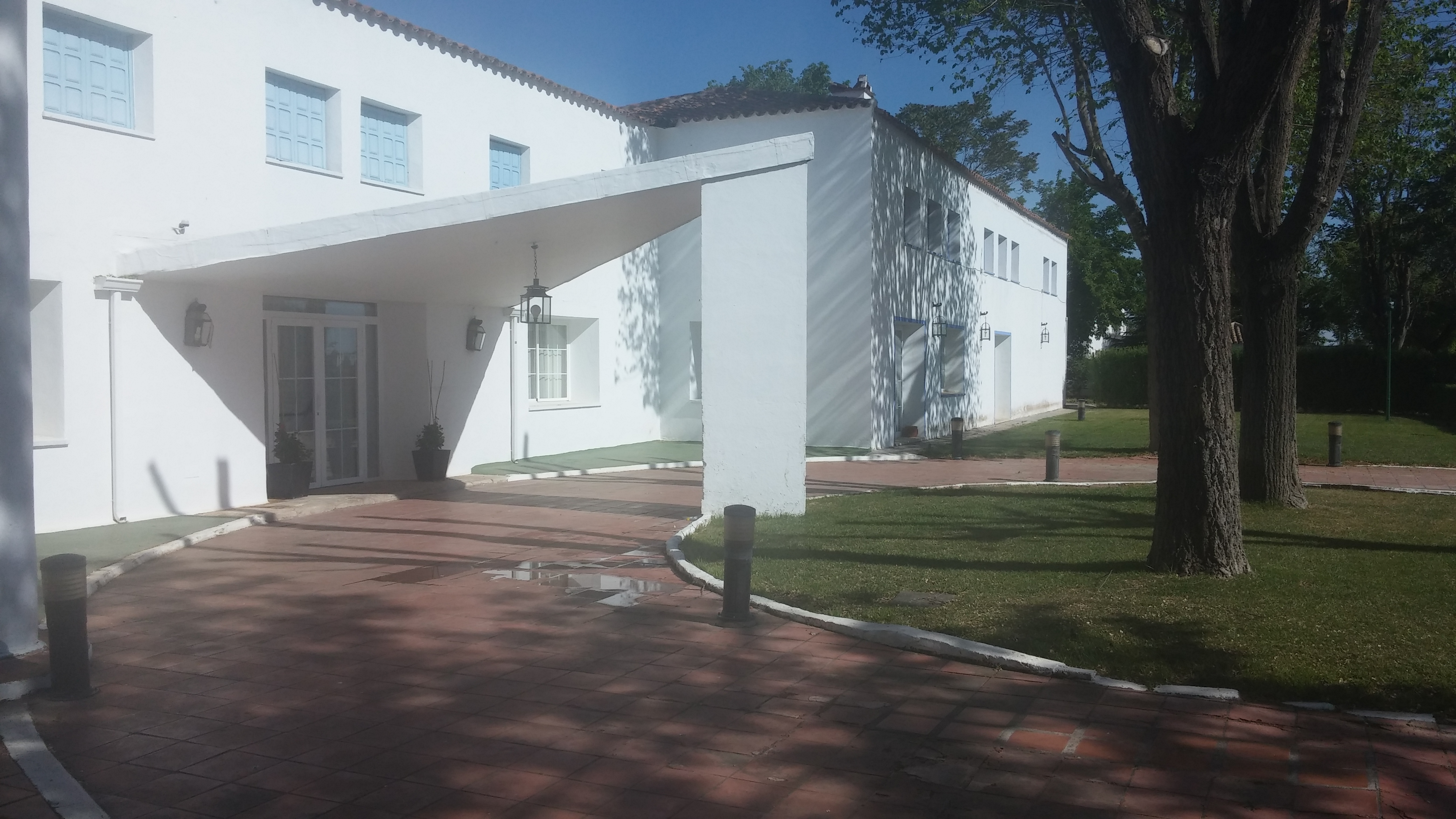
Albergue de Carretera de Manzanares (Ciudad Real), actual parador.

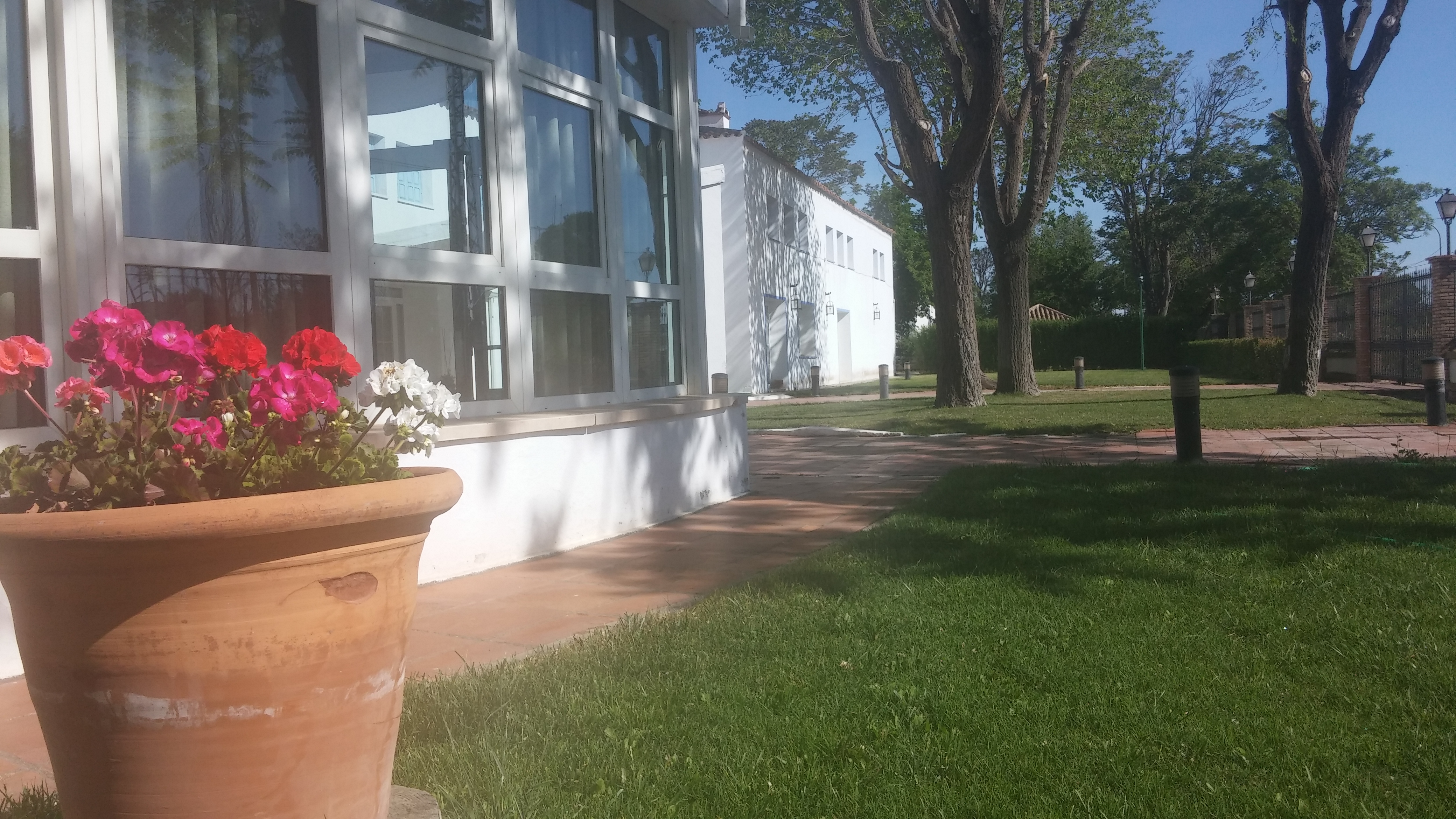
Albergue de Carretera de Manzanares (Ciudad Real), actual parador.

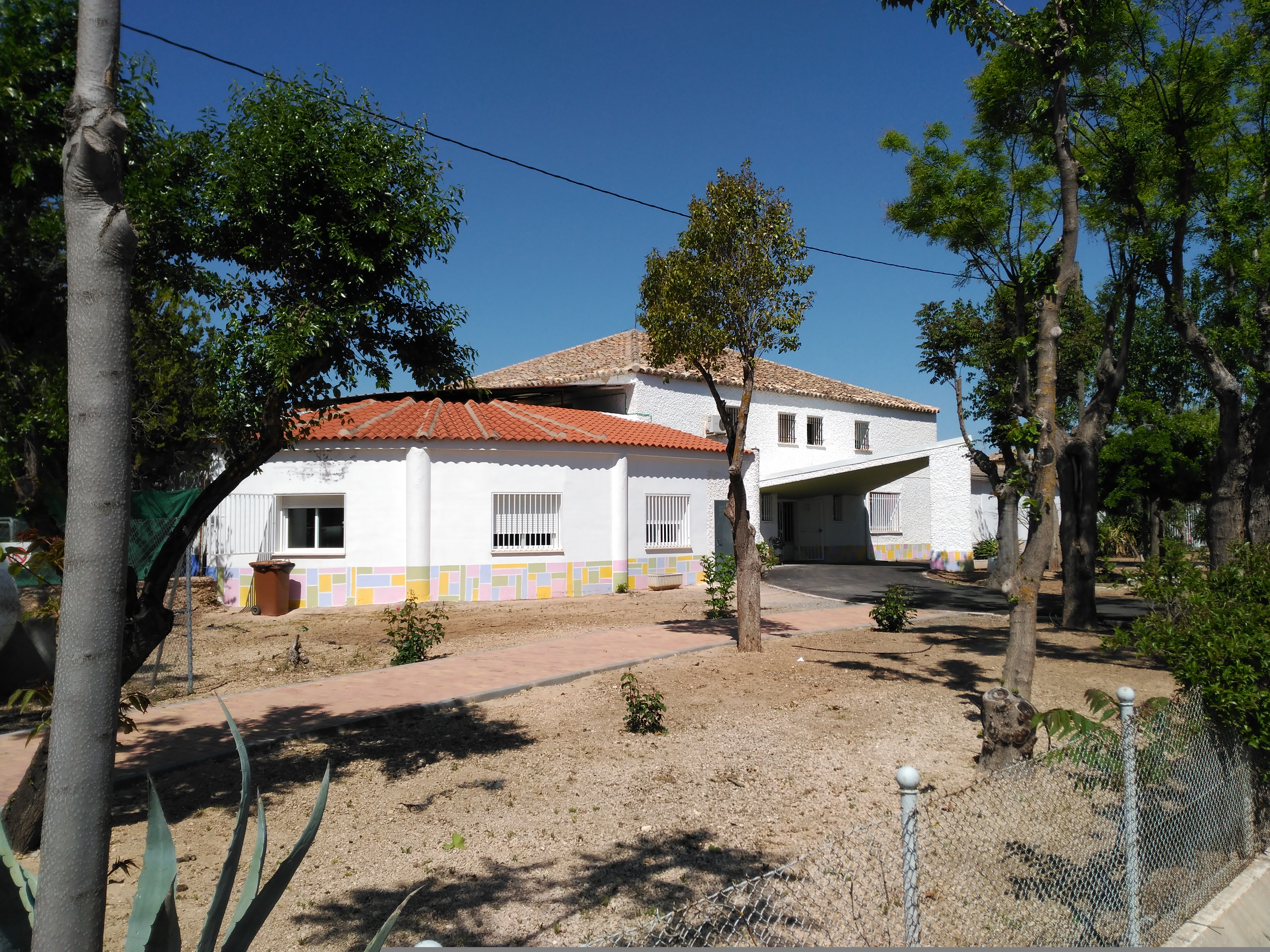
El albergue de Quintanar de la Orden en mayo de 2016

- Manzanares. El albergue de carretera de Manzanares se inauguró el primero, el 12 de marzo de 1931. La evolución de la demanda turística, el automóvil y el trazado de las carreteras motivaron sucesivas obras de reforma. Las ampliaciones de los años cincuenta y sesenta fueron realizadas por el arquitecto funcionario Manuel Sainz de Vicuña, que transformó el albergue en parador. Las reformas de los años noventa y la última de 2006 han transformado la estética del inmueble al estilo regional de casa manchega. La zona del albergue solo se usa en su planta inferior. Se ha recuperado el antiguo comedor en exedra con gran acierto. Excelente estado exterior,  el interior en su planta baja es igualmente muy bueno, aunque con profundas variaciones en su distribución para adecuarlo al actual uso.
- Quintanar de la Orden: Rehabilitado para centro de enseñanza especial. Muy modificado. Buena conservación.
- Benicarló: Demolido, en su lugar se encuentra el actual Parador de Turismo. Poseía una gran piscina delante, algo que lo hacía singular. Aquí transcurre el escrito de Manuel Azaña "La velada en Benicarló", narrando, con personajes ficticios, encuentros entre el propio Manuel Azaña, Francisco Largo Caballero e Indalecio Prieto. Enclavado a medio camino entre Barcelona y Valencia, el albergue fue punto de encuentro de relevantes reuniones mantenidas durante la Guerra Civil, como la del 3 de mayo de 1937 entre el presidente de la Generalidad de Cataluña, Lluís Companys, y el primer ministro del Gobierno de la República, Largo Caballero. El 3 de julio de 1937 pararon a comer los escritores que se dirigían al II Congreso de Escritores Antifascistas que se celebraba en Valencia. Destacó la presencia de André Malraux, André Gide, Ilha Ehrenburg, Octavio Paz y Pablo Neruda. En abril de 1938, de camino a Barcelona, pernoctó en el albergue el poeta Antonio Machado. El albergue se edificó en terrenos próximos al mar, mientras se construía la carretera de costa que une Benicarló y Peñíscola. El albergue de Benicarló fue el cuarto en entrar en servicio, el 24 de junio de 1934.  El primer proyecto de ampliación se realizó en los años cuarenta e incorporó una  piscina, un pabellón de vestuarios y un edificio de cocheras; ambos de estética inspirada en el albergue. El boom turístico de los años sesenta transformó al viajero de paso en huésped de estancia estival. La ampliación del edificio no se hizo esperar. El arquitecto José Osuna Fajardo llevó a cabo la demolición y sustitución del edificio por otro de líneas arquitectónicas inspiradas en el antiguo albergue. En la década de los ochenta el edificio volvió a ser ampliado a cargo del arquitecto Julián Luis Manzano Monis, que construyó un nuevo pabellón de habitaciones.
- Aranda de Duero: El albergue de carretera de Aranda de Duero fue inaugurado el 14 de febrero de 1935. La ampliación del edificio se realizó de acuerdo con el proyecto estándar de Manuel Sainz de Vicuña, diseñado para el conjunto de los albergues en los años cincuenta. Se adquirió una parcela de grandes dimensiones al otro lado de la carretera para construir una estación de suministro de combustible, zonas de aparcamiento exterior y un edificio de cocheras. El albergue cerró sus puertas al final de la década de los setenta y fue revertido al ayuntamiento, que había cedido gratuitamente los terrenos para su construcción. El edificio del parador se encuentra hoy destinado a uso asistencial y la parcela del otro lado de la carretera se afectó al Ministerio del Interior. El albergue original es la residencia "Virgen de las Viñas" situada junto a la ermita del mismo nombre. En su aspecto exterior es el mejor conservado en la actualidad fuera de la Red de Paradores Nacionales, aunque tiene el clásico pabellón de ampliación sobre los garajes edificado en los años 50.
- Almazán: Recuperado como vivienda privada. Buen estado de conservación pero muy modificado. Por su corta vida como Albergue (se inauguró en 1935 y se cerró al comenzar la guerra en 1936) apenas tiene modificaciones en lo referente a volúmenes.
- Medinaceli: Es un almacén municipal. Distribución algo cambiada. Inaugurado como albergue el 10 de octubre de 1935 y clausurado como tal en febrero de 1972. Sufrió variaciones al convertirlo en 1977 en Hostería Nacional antes de su cierre en julio de 1979, sacrificando la zona de taller para hacer un segundo comedor (no olvidemos que las Hosterías no dan servicio de alojamiento). Al ser un Albergue no construido en el margen de la carretera sino a 3 km, en la parte alta, tenía un indicador en la carretera donde se informaba si estaba completo o libre.
- Triste: Situado en un bello paraje junto al Pantano de la Peña, está en ruinas, aunque se usa como refugio de montañistas. Nunca llegó a abrirse al público a pesar de estar finalizada la obra. No ha tenido modificaciones.
- Puerto Lumbreras. El albergue de carretera se había pensado ubicar en Lorca, pero los trámites de adquisición de la parcela se hicieron finalmente en Puerto Lumbreras. El edificio quedó construido en los años treinta pero las obras exteriores quedaron sin terminar  hasta la posguerra. El albergue de Puerto Lumbreras fue el último en inaugurarse el 13 de diciembre de 1946, con lo que quedó concluido el proyecto iniciado por la administración turística de los años treinta. El edificio sufrió varias ampliaciones a cargo del arquitecto Manuel Sainz de Vicuña, que lo transformó en parador. La primera fue la estándar realizada en numerosos albergues, en los años cincuenta; la siguiente ampliación supuso la construcción de un nuevo pabellón de habitaciones en los años ochenta. Todas las construcciones añadidas guardaron una línea arquitectónica similar a la del primitivo albergue. El parador cerró sus puertas a raíz de la inauguración del parador de Lorca el 12 de julio de 2012.
- La Bañeza: Demolido, contaba con una ampliación. Fue Parador-Escuela. En su lugar está el Hotel Bedunia.
- Bailén. En ruinas. El estado del primitivo edificio es lamentable (no confundir con el posterior en forma de "U" y gran marquesina volada). Sufrió ampliaciones. Los terrenos destinados al albergue de carretera de Bailén se adquirieron en 1930, tras barajarse otras ubicaciones. El retraso no impidió que fuera el segundo albergue en inaugurarse, el 23 de enero de 1933. El incremento de la demanda turística motivó la ampliación del albergue en los años cincuenta, que tras varios tanteos se prefirió construir un edificio de nueva planta en terrenos adyacentes en vez de ampliar el existente. El edificio fue inaugurado en los años sesenta como parador, cuya obra correspondió al arquitecto Manuel Sainz de Vicuña. El albergue quedó en la trasera del parador, vinculado a su zona de servicio. El parador de Bailén estuvo en la red de Paradores hasta 1995, aunque continuó funcionando como hotel privado hasta el cierre definitivo en 2014.
- Antequera. El albergue se situó en una parcela del parque de María Cristina. La terminación del albergue se suspendió en 1932, al considerar su ubicación demasiado próxima a Málaga, pero finalmente fue terminado e inaugurado el 14 de abril de 1940. El albergue fue ampliado en los años cincuenta por el arquitecto Julián Luis Manzano Monis. En los años sesenta, las nuevas necesidades turísticas determinaron la adquisición de una nueva parcela cercana al albergue, en la que se construyó un parador de nueva planta de estilo regional, por el mismo arquitecto. El albergue sirvió de edificio auxiliar del parador hasta que a mediados de los noventa se revirtió al ayuntamiento. En 2004 ya estaba demolido, su parcela está integrada en los jardines del Corazón de María. Quedan sus clásicas coníferas y chopos del frondoso jardín en un paseo peatonal como único recuerdo.
- Puebla de Sanabria. Al igual que Manzanares y Puerto Lumbreras es el Parador de Turismo, aunque muy reformado. Su comedor semicircular duró poco en pie al cambiarlo por el actual de forma cuadrangular para poder construir habitaciones en la planta superior. Mantiene su estrecha escalera original para subir a las habitaciones de la zona antigua. Su aspecto exterior lo hace poco reconocible como tal. El albergue de carretera de Puebla de Sanabria se construyó en los años treinta pero la obra exterior relativa a la parcela se terminó en la posguerra por el arquitecto Julián Delgado Úbeda, que imprimió un aspecto vernáculo a las fachadas. El albergue fue el penúltimo en inaugurarse, el 5 de noviembre de 1945. El inmueble mantuvo su configuración inicial hasta 1953, en que se iniciaron las primeras obras de ampliación con demoliciones parciales (marquesina y exedra), sin embargo se reutilizaron los restantes espacios y elementos para el edificio del parador. Las obras se debieron al arquitecto Jesús Valverde Viñas, que aumentó notablemente la edificación en una segunda ampliación acometida en los años ochenta. La última reforma de modernización se ejecutó en 2006.

## Los Albergues de Carretera a partir de 1940
Aunque se planteó por parte del gobierno de la República la posibilidad de cerrar los Paradores por considerarlos algo superfluo, no se impuso esa tesis inaugurando Manuel Azaña el Parador de Mérida ya construido en 1933 y siguiendo las construcciones iniciadas, aunque al financiarse estas gracias al seguro hotelero, el dinero recaudado por este fue pasando a otros fines llegando a pararse las obras de construcción de Albergues por falta de partidas presupuestarias. 

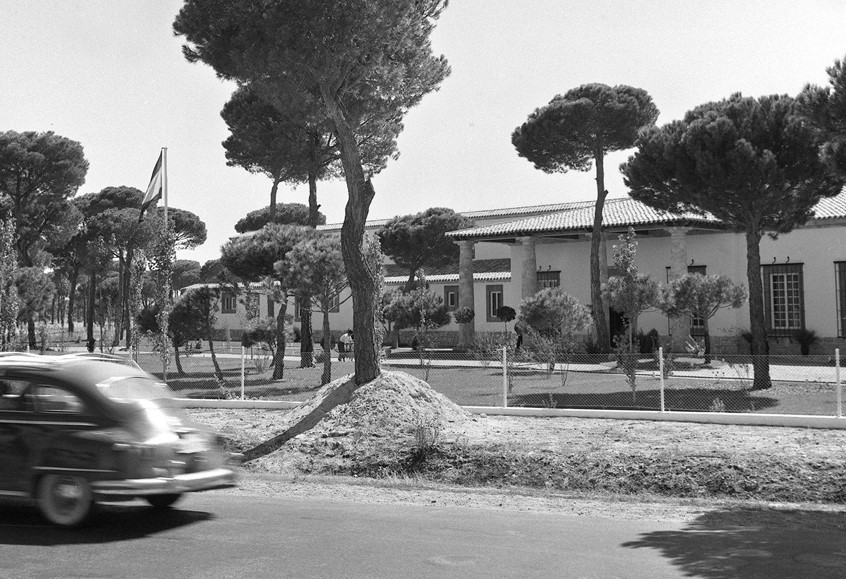
Albergue de Tordesillas recién inaugurado. Ca. 1959.

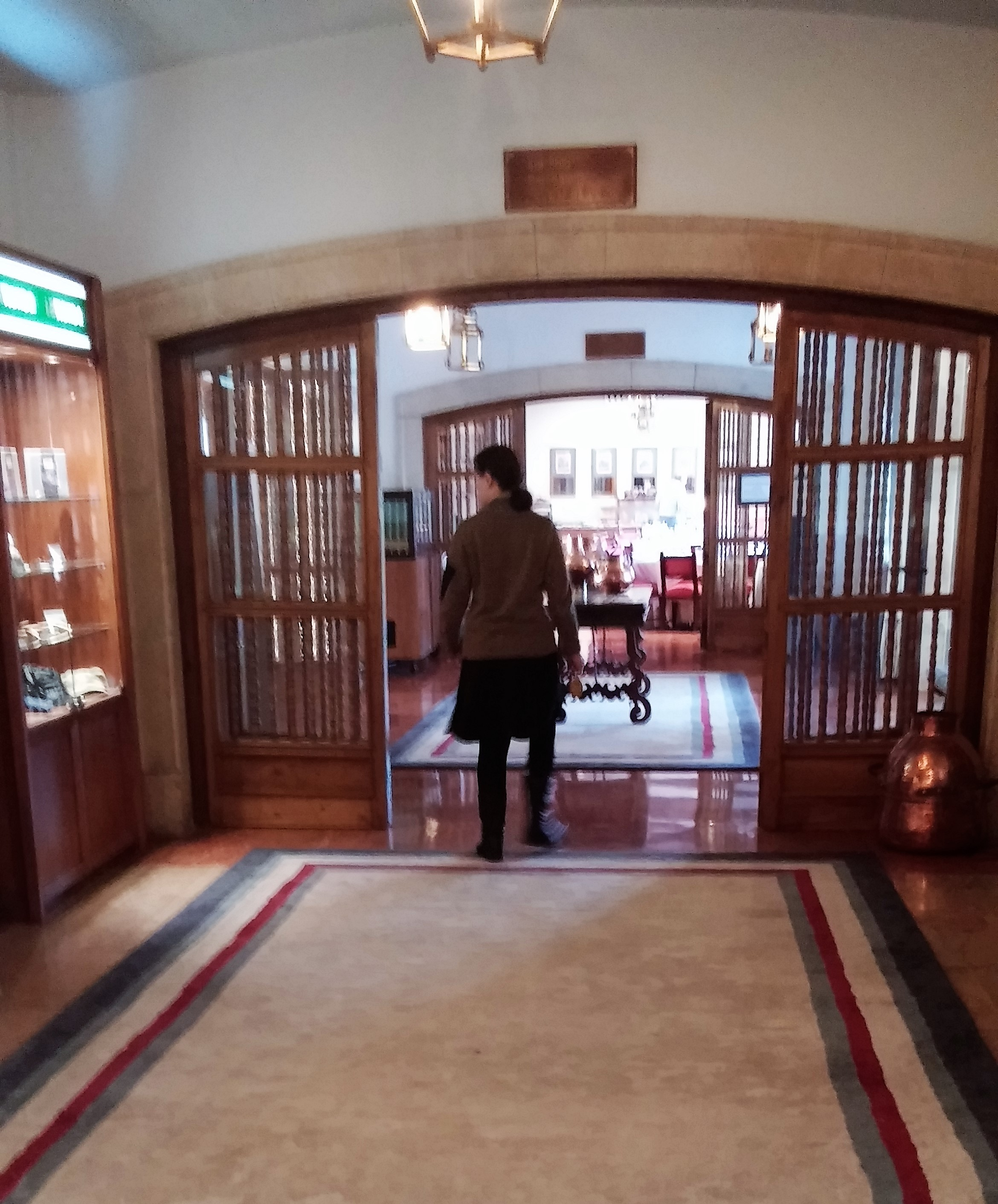
Vestíbulo del Albergue de Ribadeo en la actualidad como Parador.

Terminada la Guerra Civil, el Patronato Nacional de Turismo se transforma en la Dirección General de Turismo dependiendo del Ministerio de la Gobernación. Los Albergues que no fueron terminados antes del inicio de la contienda por las dificultades que atravesaba el país se retomaron para su finalización por la citada Dirección General.

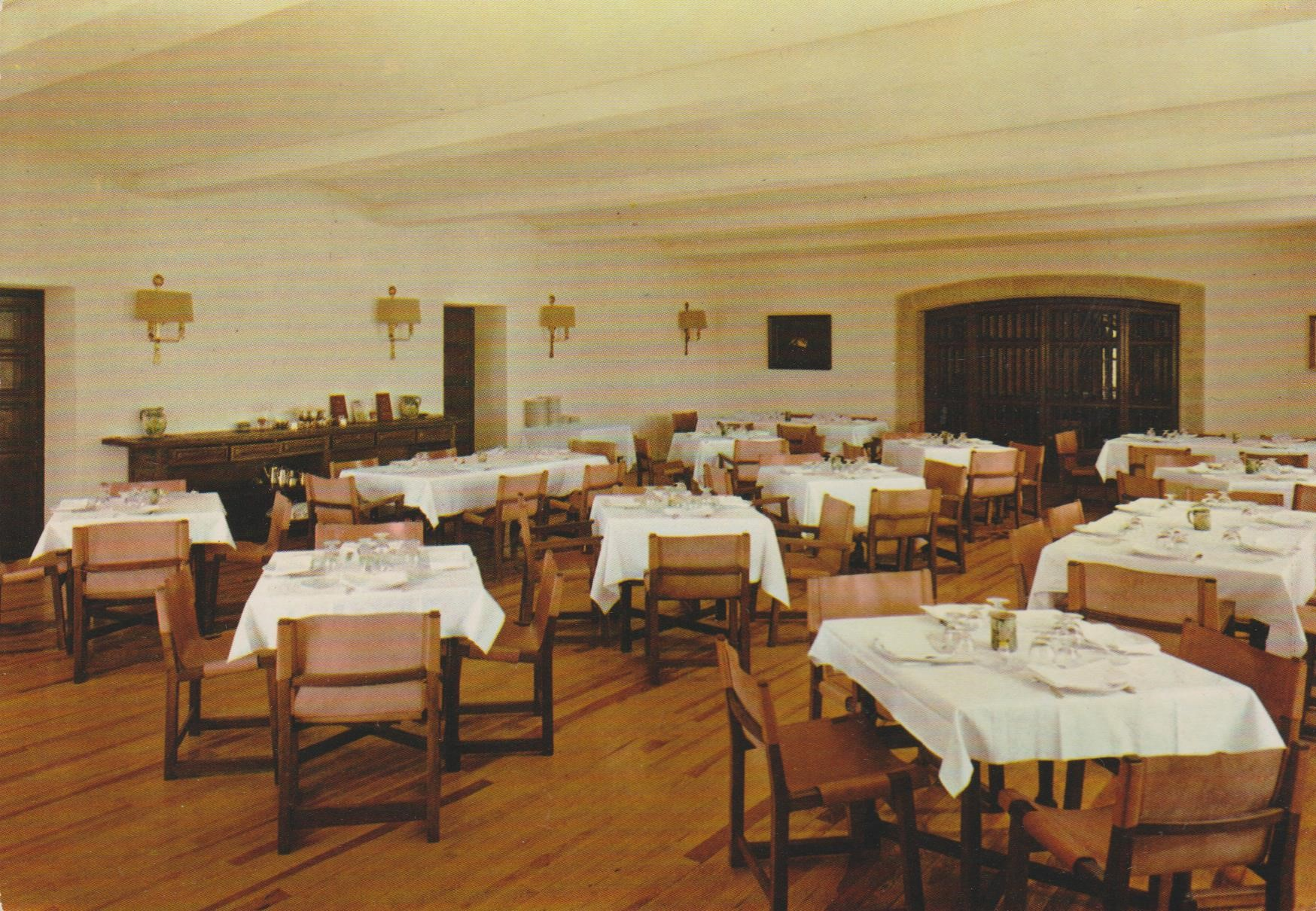
Albergue de Villacastín. El único en edificio histórico, fue inaugurado personalmente en 1961 por el general Franco. Comedor principal. Años 60.

Así, tenemos al de Antequera, en Málaga, que había quedado en un estado muy avanzado de construcción, al de Puerto Lumbreras en Murcia o Puebla de Sanabria en Zamora, este último con variaciones sobre el proyecto original. Al mismo tiempo los que estaban deteriorados por usos propios de una guerra tales como hospital o cuartel fueron restaurados. Una vez finalizados estos, los Albergues que se construirían a partir de ese momento no estarían sujetos al proyecto original de Arniches y Domínquez sino a proyectos específicos según el lugar donde fuesen construidos trabajando cada proyecto de manera independiente, todo al mismo tiempo que se ampliaban los anteriores.

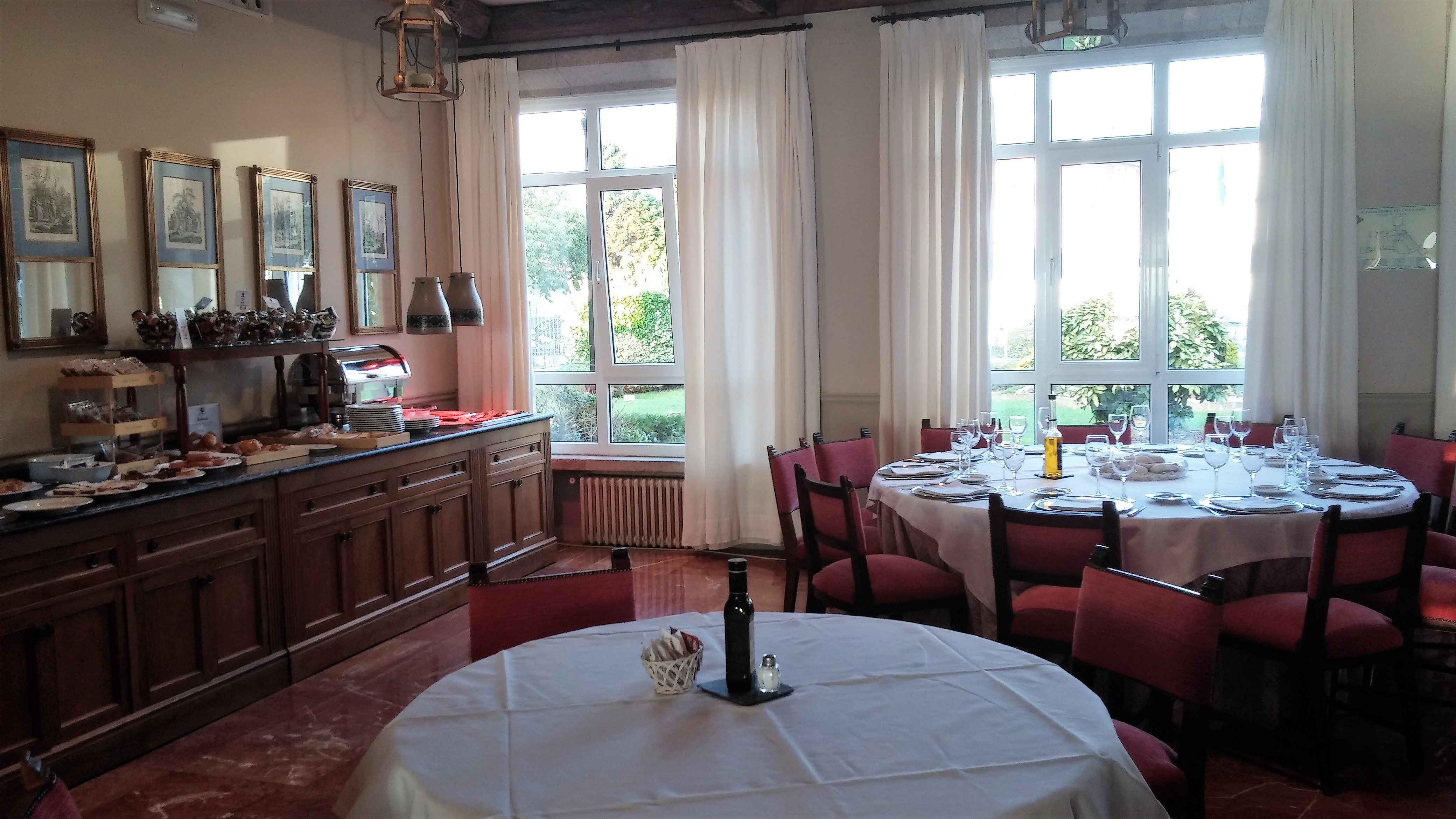
Albergue de Ribadeo, actualmente Parador. Comedor con bufé de desayunos en 2016.

Así, a la vez que se van añadiendo volúmenes a los ya existentes (generalmente en torno a un patio central) para aumentar su capacidad ya que nacieron pequeños, surgen los Albergues de Ribadeo en Lugo, Villafranca del Bierzo en León, Tordesillas en Valladolid, Santa María de Huerta en Soria, Villacastín en Segovia, Albacete a las afueras de dicha ciudad, Fuentes de Oñoro como primer edificio entrando a España del conjunto de la aduana y el nuevo edificio de Bailén, dedicando el antiguo a vivienda del administrador del Albergue.

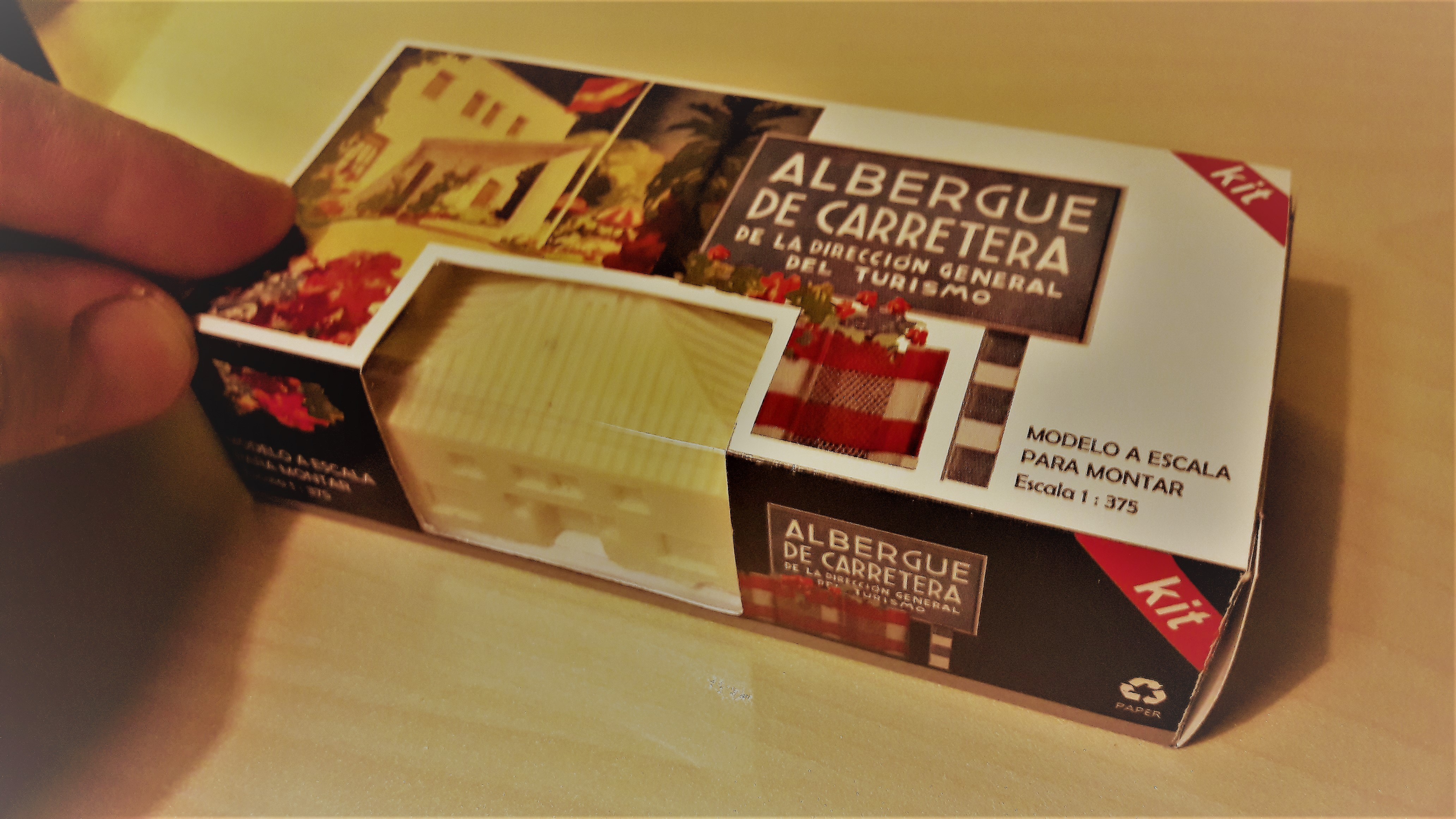
Curioso ejemplar de miniatura a escala para montar y pintar fabricado por la casa "Montecito" de Madrid.

Llegaron a la categoría de Parador de Turismo los Albergues de Ribadeo, Villafranca del Bierzo, Santa María de Huerta, Albacete, Benicarló, Puebla de Sanabria, Tordesillas, Puerto Lumbreras y Bailén, este último con una categoría de cuatro estrellas en sus primeros tiempos (normalmente los Albergues de Arniches y Domínguez contaban en su placa tan solo con una o dos estrellas). Medinaceli "bajó" a categoría de Hostería Nacional poco después de la inauguración del Albergue de Santa María de Huerta en 1966 debido a su proximidad.
Dos particularidades a reseñar son: El Parador de Puerto de Pajares fue incluido en el citado proyecto inicial de Albergues de Carretera de 1928, pero las inclemencias invernales hicieron desistir de tal ubicación hasta la construcción, ya como Parador en los años 50 del actual recio y elegante edificio del Puerto de Pajares. Otra particularidad es la existencia de un único Albergue en un edificio histórico como es la casa del Marqués de Campo Alanje en Villacastín (Segovia), aunque muy modificada para dotarla de mayor capacidad.

## De Albergues a Paradores
El parque móvil automovilístico español aumentó considerablemente en la década de 1950, cuando ya ver un coche por una carretera general era muy común, y se disparó en la década de 1960. Estos aumentos trajeron consigo la necesidad de ampliar el número de plazas tanto de cubiertos como de camas, dando lugar a las ampliaciones anteriormente citadas. Todo esto unido a los diferentes tipos de edificaciones construidas a partir de 1940, de mayor tamaño aunque con la misma limitación a una estancia máxima de dos noches, hizo que se planteara la posibilidad de cambiar de categoría a ciertos establecimientos.
El nuevo edificio del albergue de Bailén se inauguró con cuatro estrellas, teniendo piscina, jardines, un gran comedor, un gran salón con bar, terraza y unas habitaciones amplias tanto en el dormitorio como en su cuarto de baño. Este aspecto unido a la gran expansión que tuvo la Red de Paradores en la década de 1960 y la mejora de las carreteras hizo planear la idea de pasar Albergues de Carretera a Paradores de Turismo. Desaparecía por tanto la limitación de las 48h de estancia máxima y, teniendo en cuenta la calidad de las instalaciones, los Albergues quedaban a la altura de los más modernos Paradores de nueva planta que se estaban construyendo entonces, especialmente en la zona más mediterránea de España.
El turismo crecía como la espuma y las necesidades también, de forma que permanecieron abiertos los pequeños y entrañables albergues levantados por el Patronato Nacional de Turismo de Aranda de Duero, Quintanar de la Orden, La Bañeza, Antequera, Manzanares y Medinaceli, este como Hostería Nacional. Pasaron a Parador los Albergues de Bailén, Santa María de Huerta y Tordesillas, luego lo haría Villafranca del Bierzo tras su ampliación, Ribadeo y por último, tras el desdoblamiento de las carreteras radiales y la construcción de autovías en los años 80, fue Puebla de Sanabria el último en dar ese paso precisamente coincidiendo con su ampliación de 1981.
Al mismo tiempo, el tráfico rodado ya dirigido por la autopista de peaje A-6 de Villalba a Adanero quitó muchos visitantes al Albergue de Villacastín siendo clausurado en 1983, sin que hubiese dejado nunca su categoría de Albergue de Carretera a pesar de sus amplias y cómodas instalaciones. Antequera echó el cierre en 1983, poco antes de la apertura del nuevo edificio ya con categoría de Parador y tres estrellas en lugar de una. De los Albergues del P.N.T. el primero en cerrar (aparte de Almazán en 1936) fue Medinaceli a comienzos de los 70, seguido de Quintanar de la Orden, La Bañeza (que fue Parador-escuela durante su última etapa) y Aranda de Duero. Manzanares estuvo cuestionado, pero afortunadamente se hizo una inversión considerable y se convirtió en Parador de tres estrellas.
En el Congreso de los Diputados el gobierno de Felipe González aprobó la desaparición de la categoría "Albergue de Carretera" argumentando la escasa ocupación que algunos tenían dado el nuevo mapa de autovías que ya existía en España. Los no clausurados como hemos dicho quedaron como Paradores de Turismo.
En el archipiélago canario no existió ningún Albergue de Carretera, dadas las distancias existentes. Todos los establecimientos de nueva planta construidos a partir de 1940 (no había ninguno anteriormente) fueron creados como Paradores.
En el archipiélago balear nunca hasta el momento ha habido un establecimiento de la Red Estatal.